# Gymnelia lyrcea
Gymnelia lyrcea är en fjärilsart som beskrevs av Druce 1883. Gymnelia lyrcea ingår i släktet Gymnelia och familjen björnspinnare. Inga underarter finns listade i Catalogue of Life.